# 向姜
向姜，姜姓，春秋时期向国（今山东莒县南部）人，嫁给了莒国国君。
莒子（莒国国君）在向国娶向姜为妻，向姜在莒国不安，而回到向国。前721年（周平王五十年、鲁隐公二年）夏五月，莒子领兵进入向国，带着向姜回国。冬，在鲁国的斡旋下，纪子帛和莒子在密地结盟。